# 宣化城墙
宣化城墙，位于中国河北省张家口市宣化区。宣化城墙周长12公里，建于明代洪武年间。目前，部分城墙仍保存完好。宣化城墙已先后列为河北省省级文物保护单位和全国重点文物保护单位。

## 历史
宣化城墙最初由安禄山建于唐天宝年间，规模甚小，原为土墙。明洪武二十七年（1394年），分封在此的谷王朱橞在土城原址上扩展加筑新城，为九边重镇中城池最大，驻军最多的一座。永乐二十年（1422年），永宁伯谭广修建了城楼和角楼。正统六年（1441年），全城包砖，四城门外加筑瓮城。
1949年后，城墙大量拆除。2005年修复西门大新门。2013年8月，宣化古城北城墙修复工程启动。

## 建筑
宣化城墙近正方形，城墙周长二十四里，约12120米，边长“六里十三步”，东西2960米，南北3100米；另有南关方四里。城墙底宽14米，顶宽5.4米，高10米。
宣化城墙周围共开七座城门：
- 南城墙开三门：
  - 昌平门（拱极楼）
  - 宣德门
  - 承安门
- 北城墙开二门：
  - 广灵门（威远楼）
  - 高远门
- 西城墙开一门：
  - 泰新门（后改名大新门）
- 东城墙开一门：
  - 定安门

永乐年间，谷王改封长沙，宣化的城市规模随之缩减，封闭了宣德门、承安门和高远门，因而城内仅存一条偏东的纵向主街道。

## 保护
1982年7月23日，宣化城墙由河北省人民政府公布为河北省省级文物保护单位，编号110-3-82。
2006年5月25日，宣化城墙由中华人民共和国国务院公布为第六批全国重点文物保护单位合并项目，与清远楼、镇朔楼合并为宣化古城。